# 湖南南山国家公园
湖南南山国家公园是中国首批、湖南省首个国家公园体制试点区，
是南岭山脉的巅峰区域，处在南岭山脉与雪峰山脉交汇地带，主要位于城步苗族自治县。
该国家公园包括南山国家级风景名胜区、金童山国家级自然保护区、两江峡谷国家森林公园、白云湖国家湿地公园以及连接自然保护地之间的生态区域，旨在有效保护当地的候鸟种群和其他生态景观。
湖南南山国家公园分为严格保护区、生态保育区、公园游憩区和传统利用区四大区域。试点区位于中国南北东西植被带的交会地区、华中华东华南植物区系的过渡地带，具有典型的南岭山地区域特征,同时又具有极丰富的热带区系成分和黔滇植物区系成分，保存有大片常绿阔叶林或常绿落叶阔叶混交林，是原生性顶级群落。试点区内保存有湖南面积最大的原生亮叶水青冈顶级群落，是国家一级保护植物——资源冷杉的模式产地。

## 相关影视
CCTV纪录片《生态秘境——南山国家公园》 （页面存档备份，存于）